# Route nationale 49 (Italie)
Pour les articles homonymes, voir Route nationale 49.
La route nationale 49 (SS 49, Strada statale 49 ou Strada statale "della Pusteria" ; en allemand : Pustertaler Staatsstraße) est une route nationale d'Italie, située dans le Trentin-Haut-Adige, elle relie Bressanone à San Candido (frontière avec l'Autriche à Prato alla Drava) sur une longueur de 71,1 km.
La route dans la province autonome de Bolzano, qui tient son surnom au val Pusteria qu'elle traverse, remonte à l'an 1923 (sous le numéro SS 15 à ce temps). À l'extrémité ouest du tracé, une branche (SS 49 bis) bifurquant à Naz-Sciaves la relie à l'autoroute A22 (autoroute du Brenner).